# William Peter Blatty
William Peter Blatty (New York, 7 januari 1928 - aldaar, 12 januari 2017) was een Amerikaanse schrijver en filmmaker. Hij schreef onder meer de roman The Exorcist, die in 1973 werd verfilmd tot de gelijknamige horrorklassieker. Blatty regisseerde in 1990 zelf het tweede vervolg daarop, The Exorcist III, dat hij baseerde op zijn boek Legion. Hij beschouwde Exorcist II: The Heretic, dat niet gebaseerd was op een van zijn boeken, als niet bestaand.
Blatty publiceerde in 1973 zijn autobiografie onder de naam I'll tell them I remember you, waarin hij onder meer het schrijfproces van The Exorcist beschrijft. Hij vertelt onder meer dat het overlijden van zijn moeder een grote rol speelde.
Blatty won gedurende zijn carrière onder meer Golden Globes in 1973 en 1980. In 1998 kreeg hij de Bram Stoker Award voor zijn gehele oeuvre. Blatty had een echtgenote en zeven kinderen.

## Filmografie
Als regisseur:
- The Ninth Configuration (1980)
- The Exorcist III (1990)

- Bibsys: 90526703
- Biblioteca Nacional de España: XX854066
- Bibliothèque nationale de France: cb11892324v (data)
- Catàleg d'autoritats de noms i títols de Catalunya: 981060788570506706
- CiNii: DA15218778
- Gemeinsame Normdatei: 104845384
- International Standard Name Identifier: 0000 0001 2118 4425
- Library of Congress Control Number: n50009887
- Nationale Bibliotheek van Letland: 000114027
- MusicBrainz: 03c219a9-a6b3-4e8f-9c57-146ae1f97d90
- Bibliotheek van het Japanse parlement: 00433495
- Nationale Bibliotheek van Tsjechië: xx0019446
- Nationale bibliotheek van Australië: 35019353
- Nationale Bibliotheek van Israël: 987007258599405171
- Nationale en Universitaire bibliotheek Zagreb: 000303030
- Nederlandse Thesaurus van Auteursnamen: 070067406
- Réseau des bibliothèques de Suisse occidentale: 02-A005775108
- Istituto Centrale per il Catalogo Unico: CFIV007326
- SNAC: w6x19tj2
- Système universitaire de documentation: 026732254
- Virtual International Authority File: 4926864
- WorldCat: E39PBJmdqqrhkTv4hQJGc9RHYP